# Palisander Verlag
Der Palisander Verlag hat seinen Sitz in Chemnitz. Gegründet wurde er im Jahr 2003. Der Verlag hat sich auf zwei Themen spezialisiert: Kampfkunst- und Indianerliteratur. Als Inhaber werden Viola Rott, Anja Elstner und Frank Elstner genannt.  Elstner arbeitet auch als Autor und vor allem als Übersetzer.